# Tromba (architettura)

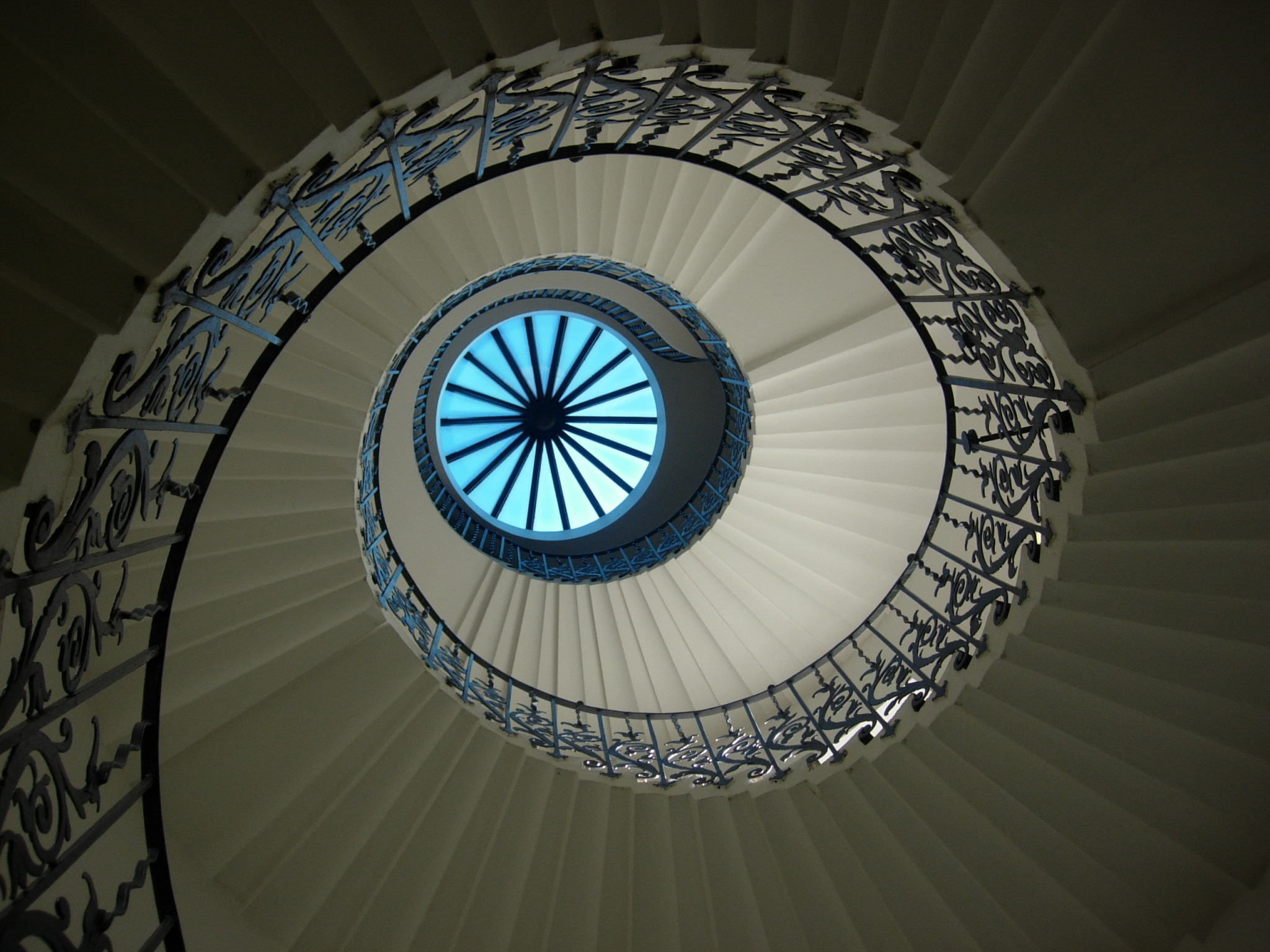
La tromba delle scale "Tulip" nella Queen's House di Greenwich, Londra

La tromba, in architettura, è lo spazio vuoto attorno al quale si avvolgono le scale ("tromba delle scale") o il cunicolo nel quale scorre l'ascensore ("tromba dell'ascensore").

## Elemento di raccordo
La tromba è anche un elemento di raccordo tra la base di una cupola (quindi un cerchio, un poligono o una ellisse) e la struttura dell'apertura nell'edificio coperta dalla cupola stessa (un quadrato, un rettangolo o un poligono).
La sua funzione è simile a quella del pennacchio, ma a differenza di quest'ultimo invece di essere una sezione di una sfera, si tratta di una sezione di un cono o altra superficie curva.
Si può anche definire come il settore tra due archi contigui di un sistema sul quale è impostata una cupola e formato da una serie di archeggiature sovrapposte e via via più sporgenti.